# Гіржове (археологія)
Гіржево — село Великомихайлівського району Одеської області, біля якого виявлена середньокам'яна стоянка та новокам'яне поселення.

## Середньокам'яна доба
Середньокам'яна стоянка, що є однією з визначальних пам'яток гребениківської культури Надчорномор'я, положена ледь південніше села. Вона знаходиться на правому березі лівої притоки Дністра річки Кучурган. Як і решта пам'яток гребениківської культури Нижньої Наддністрянщини, стоянка розміщена на високому схилі (41 м) над річкою. Розкопано 220 кв. м. Культурний шар залягав на глибині 0,3-0,8 м від сучасної поверхні, у шарі зеленуватого суглинку.
У комплексі виявлено близько 11500 крем'яних виробів, в тому числі 170 нуклеусів, більше 1000 знарядь й близько 4500 ножеподібних платівок та їх перерізів.
Нуклеуси Гіржове походять з платівок; плоскі, з однобічним сколюванням (55,1 %). Є також три конічних і три «олівцеподібні» нуклеуси з круговим сколюванням. Значну частину знарядь складають 190 ретушованих платівок. Є також 20 пластин з виїмками.
Майже половина всіх знарядь — скребки на сколах (40,6 %), що переважно напівкруглясті й круглясті. Близько 30 кінцевих скребків, о виготовлені з край укорочених платівок. Різців виявлено тільки чотири. Трапецій 210, що переважно середніх пропорцій, злегка асиметричні, проте подовжені — рідкісні. Ретуш на виробах крута, крайова, проте також досить плоска, що заходить на спинку знаряддя. В шарі виявлено близько 900 перерізів платівок трапецієподібних й прямокутних обрисів. Інші типи мікролітів мало представлені: вістря зі скошеним кінцем — 19, платівок-вкладишів — 11.
У культурному шарі Гіржова збереглися тваринні залишки, серед яких В. І. Бібіковою визначені кістки великого дикого або домашнього бика, коня, віслюка або кулана.
На центральній ділянці розкопу, у нижній частині культурного шару (зруйнований вапняк) розчищено потрійне дитяче поховання. Поховані перебували у прямокутній ямі на правому боці у скорченому стані. Ймовірно, що це поховання має відношення до середньокам'яної стоянки.

## Новокам'яна доба
Поселення новокам'яної доби є найпівденнішою пам'яткою буго-дністровської культури.